# Прусікін Ілля Володимирович
Ілля Володимирович Прусікін (8 квітня 1985, сел. Усть-Борзя, Забайкайльський край, РРФСР, СРСР) — російський музикант і відеоблогер. Лідер і засновник групи «Little Big». Відомий під сценічним псевдонімом «Ілліч».

## Біографія
Ілля Володимирович Прусікін народився 8 квітня 1985 року на кордоні Росії та Китаю в Забайкаллі. Пізніше разом з батьками переїхав у Сосновий Бор, під Санкт-Петербургом.
У дитинстві грав у бейсбол, захоплювався футболом і ходив в гурток авіамоделювання. Крім цього став чемпіоном Сосновоборскої шкільної ліги КВН 2001 року. Крім цього ходив в музичну школу, в клас фортепіано. Крім середньої і музичної освіти закінчив психолого-педагогічний факультет Санкт-Петербурзького державного інституту культури .
У 2011 році почав співпрацювати з дочірньою лейбл-компанією   «Дякую Єва!» 29[джерело?] Стилізоване під дитячу передачу «Шоу Гаффі Гафа» (2012 рік) і «Велика реп-битва» (2012 рік), в якій за допомогою речитативу сильні світу цього вступали один з одним в конфронтацію, виявляться найбільш рейтинговими на платформі відео-угруповання   . Насправді обидві передачі викривали соціальні виразки суспільства і висміювали загальновідомі вади людства. 29[джерело?]
У 2012 році Прусікін став продюсером і за сумісництвом актором інтернет-ситкому «Поліцейські будні». У кінострічці «блогерского» виробництва знімалися найяскравіші представники відеохостингу " YouTube ": Ілля Медісон, учасники реп-колективу «Хліб», Сем Нікель і багато інших. Однак через 3 епізоди проект закрили. 29[джерело?]
Через рік з Ельдаром Джараховим створює об'єднання «КЛІККЛАК». За заявою творців, аудиторія «КЛІККЛАКа» — це хлопці та дівчата з активною життєвою позицією і хорошим почуттям гумору. На сторінці каналу публікуються такі шоу, як «Дай ляща», «Треш Лото», «Як скажеш», «Шокуюче Караоке», «Руйнівники Експериментів», «Зіграв В Ящик», «Зашкварні Історії», «Дикі Рекорди», " здається, Намацав «та» Клікклак шоу ".
У середині серпня 2019 офіційно зайняв посаду креативного директора «Зв'язкового-Евросеть»

## Музична кар'єра
У 2003 році «Ілліч» стає учасником маловідомої ню-метал -групи «Тенкор» (Tenkorr). Творчість сподобалося російській публіці, тому підприємливі хлопці випустили в світ кілька пластинок. Також Прусікін мав досвід роботи з групами «Like A Virgin», "St. Bastards «і» Construktorr ".
Незважаючи на таку велику кількість музичних колективів, всесвітню популярність «Іллічу» принесла рейв-команда " Little Big ". 1 квітня 2013 року Прусікін з друзями в якості першоквітневого жарту виклали в мережу кліп «Every Day I'm Drinking», який миттєво розділив країну на два табори. Перший вважав, що група очорнює велику державу, виставляючи на показ все найгірше, що є в Росії, другий бачив в роботі колективу сатиру в чистому вигляді. Самі учасники групи привселюдно заявляли: " Little Big " — це музичне відображення суспільства ". У своїх піснях хлопці відверто висміюють національні стереотипи поведінки та життя російської людини.
За розповідями Прусікіна, скандально відомого колективу могло не бути зовсім, якби в липні 2013 року хлопців не покликали на розігрів до знаменитої південноафриканської групи " Die Antwoord ". На той момент репертуар «Little Big» складався з однієї пісні. У зв'язку з тим, що перший концерт групи відбувся на розігріві у Die Antwoord, колектив відразу ж охрестили «Російським Die Antwoord» і часто порівнюють з цією групою . Музичне підрозділ журналу Vice також назвало Little Big «відповіддю Die Antwoord з російської психушки» . Інші критики відзначають, що при цьому Little Big — група зі своєю власною ідентичністю: колектив презентує слухачеві свій погляд на російські народні пісні і російську культуру .

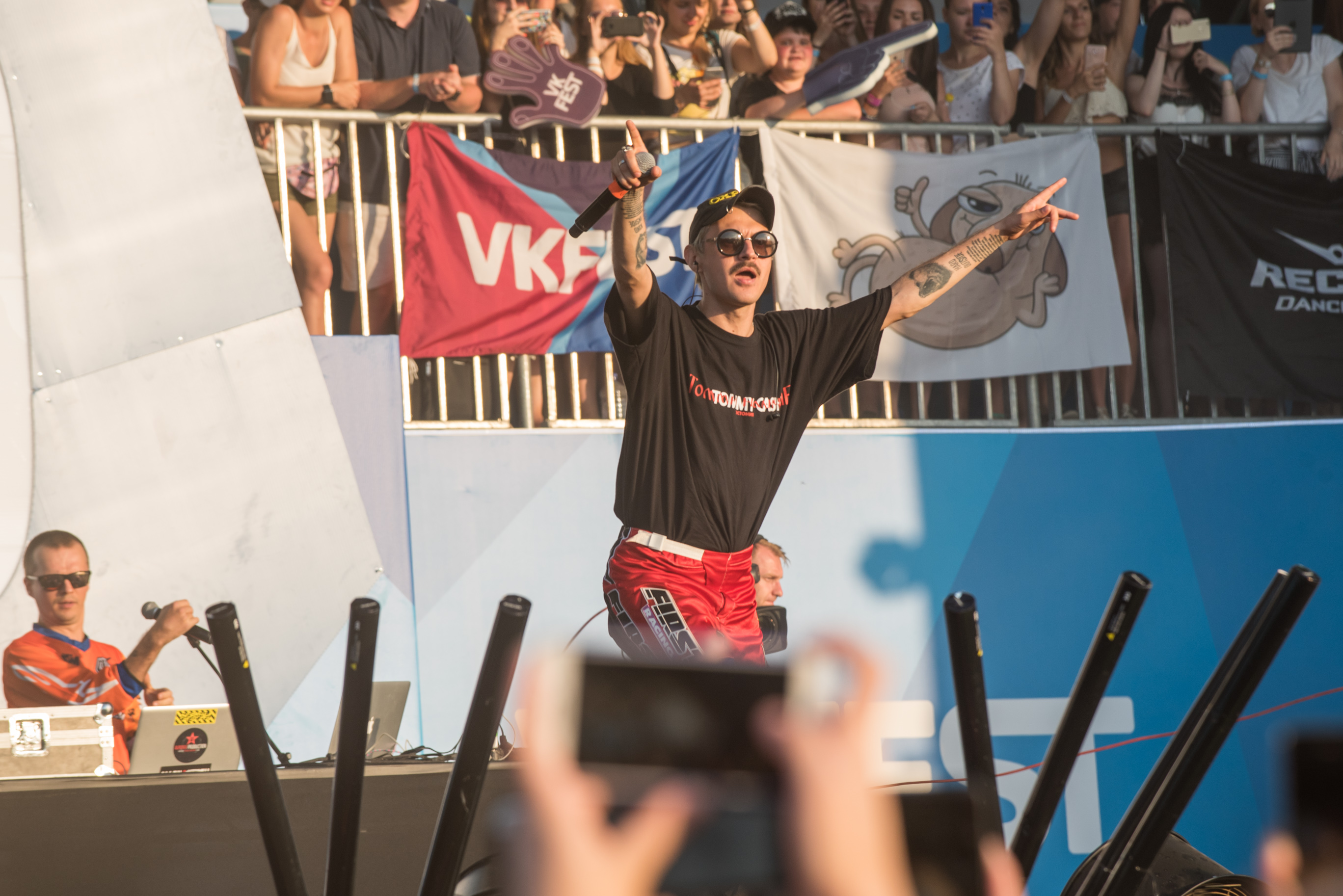
Ілля Прусікін на VK Fest 2018 у Санкт-Петербурзі

Колектив іменує себе сатиричної арт-колаборацією, яка одночасно робить ставку і на музику, і на візуальний ряд, і на шоу . Група обігрує, кепкує в кожному своєму треку і кліпі над різними національними стереотипами про росіян. Всі відеокліпи знімає співзасновниця групи Аліна Пязок . Завдяки тому, що у групи є своя продакшен -компанія (Little Big відноситься до творчого об'єднання «КЛІККЛАК») і досвід зйомки відеороликів, всі свої музичні відео вони випускають самі . Відеокліпи групи відрізняються гротескністю і націленістю на вірусне поширення .
15 червня 2018 року на каналі «КЛІККЛАК» в кінці 1 випуску 3 сезону шоу "Здається, Намацали! "Був анонсований новий спільний музичний проект лідерів Little Big і The Hatters — Punkiss. 18 червня Ілліч і лідер The Hatters Юрій Музиченко в рамках нової електро-поп-панк-групи випустили дебютний кліп на свій перший сингл «Мати-одиночка» .
5 листопада 2019 року в якості офіційного саунд-треку серіалу «Туристична Поліція» випустив кліп «Димкин тіло» під псевдонімом Антон Лібідо. Композиція є переробленою версією однойменного треку Tenkorr 2013 року.
У 2020 році група «Little Big» мала представляти Росію на міжнародному пісенному конкурсі «Eurovision». Для цього вони підготували композицію «UNO». Євробачення відмінили через пандемію, але виконавців називають переможцями, крім того їх кліп набрав рекордну для каналу Євробачення кількість переглядів

## Особисте життя
6 липня 2016 року відбулася весілля Ірини Смєлої та Іллі Прусікіна [неавторитетне джерело]
Син — Добриня (рід. 26 листопада 2017 року).
Подружжя розлучилося у серпні 2020 р..
В кінці травня 2021 року, підтвердив що зустрічається з Софією Таюрською.

## Фільмографія
| Рік  |   | Назва                                                                                | Роль            |    |
| ---- | - | ------------------------------------------------------------------------------------ | --------------- | -- |
| 2019 | с | Туристична Поліція                                                                   | Камео (8 серія) | ру |
| 2019 | с | Музичний кліп «Чоткий Паца — Я не цей» (пародія на композицію «Little Big - I'M OK») | Волоцюга        | ру |